# Distritos de Côte-d'Or

Los distritos y cantones de Côte-d'Or.

Hay tres distritos en el departamento de Côte-d'Or. Los departamentos franceses se dividen en distritos (arrondissements); los distritos se dividen en cantones y en comunas.

## Historia
El departamento de Côte-d'Or ha tenido, desde su creación, los siguientes cambios en su división política:
- 1790 - Creación del departamento con siete distritos: Châtillon-sur-Seine, Is-sur-Tille, Dijon, Saint-Jean-de-Losne, Beaune, Arnay-le-Duc y Semur-en-Auxois; Dijon fue seleccionada como prefectura del departamento.
- 1800 - Los nueve distritos fueron cambiados a cuatro arrondissements: Dijon, Beaune, Châtillon-sur-Seine y Semur-en-Auxois.
- 1926 - El distrito de Montbard fue creado con la fusión de los distritos Châtillon-sur-Seine y Semur-en-Auxois; la subprefectura fue trasladada de Semur-en-Auxois a Montbard.

## Distritos
Los distritos de Côte-d'Or son:
| Código INSEE | Distrito | Chef-lieu | Población (2012) | Área (km²) | Densidad (hab./km²) | Cantones | Comunas |
| ------------ | -------- | --------- | ---------------- | ---------- | ------------------- | -------- | ------- |
| 211          | Beaune   | Beaune    | 97.399           | 2118       | 46                  | 10       | 194     |
| 212          | Dijon    | Dijon     | 368.677          | 3049       | 120,9               | 21       | 259     |
| 213          | Montbard | Montbard  | 61.327           | 3596       | 17,1                | 12       | 254     |